# The Inner or Deep Part of an Animal or Plant Structure
The Inner or Deep Part of an Animal or Plant Structure es un DVD de la discografía oficial de la cantante y compositora Björk lanzado el 31 de agosto de 2004. En Europa fue lanzado por la discográfica Elektra.
Fue promocionado como un DVD que «daba una visión única en el proceso de creación de Medúlla». Fue grabado durante un año en Nueva York, Londres, Reikiavik, las Islas Canarias —La Gomera— y Salvador y Brasil. El documental muestra alguna de las improvisaciones que lleva a cabo Björk junto a sus colaboradores.
El título hace referencia justamente al título del álbum; La parte interior o profunda de la estructura de un animal o planta. 

## Lista de temas
| N.º   | Título                  | Duración |  |
| 1.    | «The Making Of Medúlla» | 47:00    |  |
| 47:00 |                         |          |  |

## Personal
- Animación – Darri Lorenzen
- Camarógrafo – Ragnheidur Gestsdóttir
- Intervienen – percusionistas brasileños, Dokaka, coro islandés, Mark Bell, Spike Stent, Mike Patton, Rahzel, Shlomo, Tagaq, Valgeir Sigurðsson
- Director y productor – Ragnheidur Gestsdóttir
- Editado por – Ragnheidur Gestsdóttir
- Técnico (postsupervisión) – Mel Agace, Monica Sommerville
- Banda sonora - Alan Witts
- Traducción – Ragnheidur Kristín Pálsdóttir
- Edición de vídeo – James Tonkin